# Anders Rittmo
Lars Anders Rittmo, tidigare Fernette, född Johansson den 21 februari 1978, är en svensk sångare. Han slog igenom och vann i dokusåpan Fame Factory våren 2003. Fernette är uppväxt i Floda i Lerums kommun, men bor numera i Göteborg.  Han är sedan 2012 sångare i bandet Renegade Five.

## Historia
Före deltagandet i Fame Factory släppte han bland andra singlarna "Två nakna själar" och "Oslagbar" under namnet Anders J. Debutalbumet If It's All I Ever Do sålde guld och debutsingeln "Without You" blev en stor hit.
Våren 2007 släppte Anders Rittmo singeln "Alone" på eget bolag. Våren 2008 skrev han kontrakt med Held Management och släppte i samband med det singeln "Ready To Fly" på Kabuki Records. Båda dessa låtar blev framgångsrika, och för sjätte året i rad turnerade han med Rix FM Festival hela sommaren 2008. Under vintern 2008/2009 bytte han namn till Fernette, och första singeln under det nya namnet blev "Hungry Eyes", som sålde guld.
I oktober 2009 kom singeln "Tell me why (So incredible)" ut, och i april 2010 släpptes "Lola" till radion.
År 2010 uttogs Rittmo att delta i Melodifestivalen 2011 med låten "Don't Stop" av JC Chasez, Kristian Lundin och Carl Falk, men eftersom det hade legat publicerat på Internet före tävlingen diskvalificerades bidraget och ersattes av låten "Run" skriven av Desmond Child, Negin Djafari, Hugo Lira, Ian-Paolo Lira och Thomas Gustafsson. Låten tävlade i delfinalen i Malmö den 26 februari, men placerade sig på åttonde och sista plats. Rittmo deltog i lag "Melodifestivalen" i Fångarna på Fortets trettonde säsong.
I december 2012 anslöt han sig till musikgruppen Renegade Five.[källa behövs]

## Diskografi

### Singlar
- 2000 - Två Nakna Själar (utgiven under namnet Anders J)
- 2001 - Oslagbar (utgiven under namnet Anders J)
- 2003 - Without You
- 2003 - If It's All I Ever Do
- 2003 - Sunshine (utgiven i Kanada)
- 2004 - When I Become Me
- 2004 - Is He the One
- 2005 - Higher
- 2006 - Turn Around
- 2007 - Alone
- 2008 - Ready to Fly
- 2009 - Hungry eyes
- 2009 - Tell me why (So incredible)
- 2010 - "Lola"
- 2011 - Run

### Med Renegade Five
- 2012 - Erase Me

### Album
- 2003 - If It's All I Ever Do
- 2004 - When I Become Me
- 2006 - Anders Johansson
- 2011 - Run